# Anita Peçanha
Anna Belisário Peçanha (Campos dos Goytacazes, 21 de março de 1873 — Rio de Janeiro, 9 de abril de 1960), mais conhecida como Anita Peçanha, foi a esposa do 7.º presidente do Brasil, Nilo Peçanha e a primeira-dama do país de 1909 a 1910. Foi também a segunda-dama brasileira de 1906 até a morte de Affonso Penna em 1909, e primeira-dama do estado do Rio de Janeiro por dois períodos, entre 1903 e 1906 e entre 1914 e 1917.

## Biografia

### Família e primeiros anos
Anna, cujo apelido era Anita, nasceu em 21 de março de 1873 em uma família aristocrata brasileira, em Campos dos Goytacazes.

Seu pai, o advogado João Belisário Soares de Sousa, era primo do visconde do Uruguai e filho de Bernardo Belisário Soares de Sousa, conselheiro do Império. Sua mãe, D. Anna Ribeiro de Castro e Sousa, era filha de José Ribeiro de Castro, Visconde de Santa Rita, sendo, portanto, neta paterna do primeiro Barão de Santa Rita e materna do Barão e da Viscondessa de Muriaé.
Era de pequena estatura, mas elegantíssima e de cativante beleza. A fronte altiva e o andar firme revelavam rara personalidade. Talvez um pouquinho de orgulho. (...) Dera-lhe o pai instrução requintada. Aprendera piano com o famoso professor italiano Carlos Reinolds; sua governanta Augusta Jaeger, ilustre mestra de Hamburgo, ensinara-lhe alemão e francês e a exercitara na equitação. Era campista do coração de Campos, pois nascera no solar do avô materno, o Visconde de Santa Rita à rua 7 de Setembro.

— Brígido Tinoco.

### Casamento e filhos
No dia 6 de dezembro de 1895, na Igreja de São João Batista da Lagoa, no Rio de Janeiro, Anita casou-se com Nilo Procópio Peçanha, pelas mãos do Padre Pelinca, antigo vigário da paróquia de São Salvador de Campos dos Goytacazes. A lua de mel foi no Hotel White, no Alto da Boa Vista. O casamento foi um escândalo social, pois ela deixou a casa paterna para viver com uma tia e, assim, poder se casar com Nilo Peçanha, um sujeito pobre e mulato, embora político promissor. Anita e Nilo tiveram quatro filhos: Íris, Nilo, Zulma e Mário Nilo, mas todos faleceram após o nascimento.
Foram muitas as represálias sociais sofridas pelo casal, a Baronesa de Monte de Cedro (Francisca Antonia Ribeiro de Castro Carneiro da Silva) cortou relações com sua prima e melhor amiga, sendo seguida pela Viscondessa de Quissamã (Anna Francisca Ribeiro de Castro Carneiro da Silva) e pela Condessa de Araruama (Rachel Francisca de Castro Netto Carneiro da Silva)[carece de fontes?]. 
Numa ocasião em que Anita esteve hospedada na Fazenda Bertioga, região serrana de Macaé, propriedade de sua prima Julia Nogueira da Gama e Gavinho, ficou encantada com o talento do cozinheiro campista Luís Cipriano Gomes, aliciando o serviçal de sua parenta, levando-o para o Rio de Janeiro. O Cipriano serviu ao casal Peçanha no Palácio do Catete, sendo avô materno de Angenor de Oliveira, o célebre Cartola.

## Primeira-dama do Brasil
Anita tornou-se primeira-dama do Brasil com a posse de Nilo Peçanha como Presidente da República em 14 de junho de 1909, que na qualidade de vice-presidente, assumiu em virtude do falecimento do Presidente Affonso Penna ocasionado por uma pneumonia.
Ela foi uma mulher atuante, participativa e atenta as obrigações em que o mundo social e político lhe propuseram, tendo sido uma companheira incondicional, além de ter garantido o sucesso da carreira política de Nilo Peçanha.
Enquanto primeira-dama, Anita e seu marido passaram um único verão no Palácio Rio Negro, durante cinquenta dias entre dezembro de 1909 e janeiro de 1910. O pouco tempo que passaram na residência oficial de verão do Presidente do Brasil, deu-se por conta de uma enfermidade que acometeu a primeira-dama.

A Tribuna de Petrópolis relatou o fato na coluna "Ecos e Fatos":
O Excelentíssimo Senhor Dr. Nilo Peçanha, ilustre Presidente da República, subirá para esta cidade afim de que a sua digna consorte Madame Anita Peçanha convalesça aqui da grave enfermidade, de que a distinta senhora acaba de ser acometida [...] Sua Excelência, como já noticiamos, só descerá ao Rio de Janeiro, para dar as audiências públicas, realizando os despachos coletivos do Ministério, nesta cidade, no Palácio Rio Negro.

— Tribuna de Petrópolis.
No dia 7 de março de 1910, Nilo e Anita Peçanha receberam no Palácio representantes do corpo diplomático que moravam nas serras cariocas de Petrópolis.
Em 2 de abril do mesmo ano, o casal Peçanha recebeu cerca de trezentos convidados nos salões do Palácio Rio Negro, em decorrência de uma festa em homenagem a sociedade petropolitana, entre os quais encontravam-se ministros de Estado, membros do corpo diplomático e famílias importantes. A banda do Corpo de Bombeiros e a orquestra dos Marinheiros Nacionais tocaram no evento social promovido pelo Presidente e pela Primeira-dama do Brasil.

## Morte
Anita sobreviveu trinta e seis anos ao seu finado marido, vindo a falecer em 9 de abril de 1960, aos oitenta e sete anos. 